# Seznam egiptovskih pesnikov
Seznam egiptovskih pesnikov.

## A
- Abbās al-Aqqād
- Tamim al-Barghouti
- Bayram al-Tunisi

## C
- Andrée Chedid

## S
- Ahmed Shawqi